# Acuerdo de Haavara

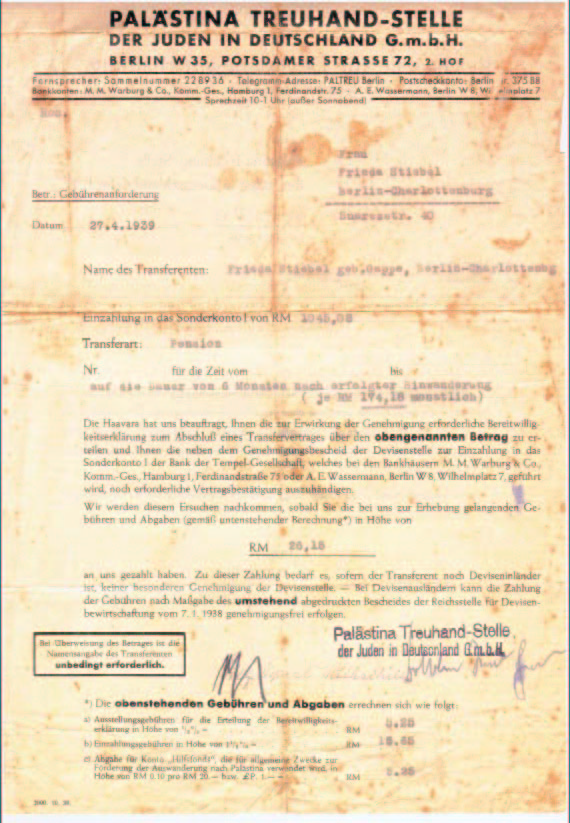
Acuerdo de transferencia utilizado por la Palästina Treuhandstelle (Oficina Fiduciaria de Palestina), establecido específicamente para ayudar a los judíos que huían del régimen nazi a recuperar una parte de los activos que se habían visto obligados a entregar cuando huyeron de la Alemania nazi.

El Acuerdo de Haavara (en hebreo, הסכם העברה, transliterado como «heskem haavara» y traducible literalmente como «acuerdo de traslado») fue firmado el 25 de agosto de 1933, tras tres meses de conversaciones, por la Federación Sionista de Alemania (die Zionistische Vereinigung für Deutschland), el Banco Anglo-Palestino (bajo las órdenes de la Agencia Judía para Israel, una agencia ejecutiva oficial en la entonces Palestina) y las autoridades económicas de la Alemania nazi. El acuerdo pretendía ayudar a facilitar la emigración de los judíos alemanes a Palestina.
El convenio permitió a los judíos que huían de la persecución bajo el nuevo régimen nazi transferir parte de sus bienes al Mandato británico de Palestina. Los emigrantes vendieron sus bienes en Alemania para pagar el envío de bienes esenciales -fabricados en Alemania- a la Palestina del Mandato Británico.   El acuerdo fue controvertido y criticado por el líder sionista revisionista Vladímir Jabotinsky y por algunos judíos no sionistas, así como por miembros del Partido Nazi y el público alemán. Para los judíos alemanes, el acuerdo ofrecía una manera de abandonar un entorno cada vez más hostil en Alemania; para el Yishuv, la comunidad judía en Palestina, permitía acceso tanto a mano de obra inmigrante como a apoyo económico; para los alemanes, facilitaba la emigración de los judíos alemanes al tiempo que rompía el boicot antinazi de 1933, que tenía un apoyo masivo entre los judíos europeos y estadounidenses y era considerado por el Estado alemán como una amenaza potencial para la economía alemana.

## Trasfondo
Aunque el Partido Nazi ganó la mayor parte del voto popular en las dos elecciones generales del Reichstag de 1932, no tenía mayoría, por lo que Hitler encabezó un gobierno de coalición de corta duración formado por los nazis y el Partido Nacional Popular Alemán. Bajo presión de políticos, industriales y otros, el presidente Paul von Hindenburg nombró a Hitler canciller de Alemania el 30 de enero de 1933. Este acontecimiento se conoce como Machtergreifung (toma del poder). En los meses siguientes, los nazis utilizaron un proceso denominado Gleichschaltung (que significa, aproximadamente, 'poner en línea') para consolidar el poder. En junio de 1933, prácticamente las únicas organizaciones que no estaban bajo el control del partido nazi eran el ejército y las iglesias.
Dentro del movimiento nazi, se propusieron una variedad de "soluciones" cada vez más radicales a la "cuestión judía", tanto antes como durante el gobierno del partido nazi, incluidas la expulsión y el fomento de la emigración voluntaria. La persecución civil generalizada de los judíos alemanes comenzó tan pronto como los nazis llegaron al poder. Por ejemplo, el 1 de abril de 1933, los nazis organizaron un boicot nacional a las empresas de propiedad judía en Alemania; bajo la Ley para la Restauración del Servicio Civil Profesional, que se implementó el 7 de abril, los judíos fueron excluidos del servicio civil; el 25 de abril, se impusieron cuotas al número de judíos en las escuelas y universidades.
Aunque Hitler odiaba a los judíos y quería expulsarlos de Alemania, en abril de 1933 los nazis no estaban dispuestos a permitir que un gran número de aquellos huyeran a las naciones vecinas. Según el historiador Edwin Black, esto se debió a que los funcionarios del Reich estaban preocupados de que los judíos que huían se sumaran al creciente movimiento internacional de boicot económico a la Alemania nazi. El gobierno nazi percibió que los esfuerzos organizados por los judíos para boicotear los productos alemanes a nivel internacional constituían una amenaza potencial para el Reich recién establecido. Los asesores financieros alemanes advirtieron al gobierno nazi que un éxodo masivo de trabajadores judíos de la fuerza laboral de Alemania dañaría gravemente la estabilidad económica del Reich. Los nazis, por tanto, se vieron motivados a encontrar una solución conveniente para librarse del pueblo judío sin consecuencias políticas o económicas.  Como consecuencia de ello, los funcionarios nazis decretaron que a los judíos no se les permitiría salir del país sin una visa de salida especialmente emitida.
Mientras tanto, en el Mandato británico de Palestina, una creciente población judía (174.610 en 1931, que aumentó a 384.078 en 1936 y 600.000 en 1948) estaba adquiriendo tierras y desarrollando las estructuras de un futuro Estado judío a pesar de los sentimientos adversos de la población autóctona.

## Hanotea
Hanotea (en hebreo: הַנּוֹטֵעַ HaNōṭeʿa, «el plantador de árboles») era una empresa de plantación de cítricos con sede en Netanya  fundada en 1929 por colonos judíos establecidos desde hacía tiempo en Palestina, involucrados en el movimiento Benei Binyamin.  Sam Cohen, director general de la organización, firmó en mayo de 1933 un contrato con el Ministerio de Economía del Reich por un millón de reichsmark, que pronto se amplió a 3 millones. Los judíos alemanes que desearan emigrar a Palestina podían depositar hasta 40.000 reichsmark en una cuenta bloqueada y recibir el equivalente en libras palestinas (£P) o bienes como casas o plantaciones de cítricos en Palestina. Hanotea utilizó los fondos de la cuenta bloqueada para importar productos alemanes a Palestina. Este acuerdo pareció funcionar bien, y marcó el camino para el posterior Acuerdo de Haavara.

## El acuerdo de Haavara
El Acuerdo de transferencia, negociado por Eliezer Hoofein, director del Banco Anglo-Palestino,  fue aprobado por el Ministerio de Economía del Reich en 1933 y continuó, con el apoyo decreciente del gobierno alemán, hasta que fue liquidado en 1939. El convenio proporcionó un mercado de exportación sustancial para las fábricas alemanas a la Palestina gobernada por los británicos. Entre noviembre de 1933 y el 31 de diciembre de 1937, se exportaron bienes por valor de 77.800.000 Reichsmarks, o 22.500.000 dólares (valores en moneda de 1938), a empresas judías en Palestina bajo el programa. Cuando el programa finalizó con el inicio de la Segunda Guerra Mundial, el total había ascendido a 105.000.000 de marcos (unos 35.000.000 de dólares, valores de 1939).
Los emigrantes con un capital de 1.000 libras esterlinas (unos 5.000 dólares en el valor monetario de la década de 1930) podían trasladarse a Palestina a pesar de las severas restricciones británicas a la inmigración judía gracias a un programa de inversores inmigrantes similar a la moderna visa EB-5 de los Estados Unidos. En virtud del Acuerdo de Transferencia, aproximadamente el 39% de los fondos de un emigrante se destinaban a proyectos de desarrollo económico comunitario judío, dejando a los individuos con aproximadamente el 42 % de los mismos.
Algunos círculos alemanes consideraban que el Acuerdo de Haavara era una posible solución al problema judío. El jefe de la división de Oriente Medio del Ministerio de Asuntos Exteriores, el político antinazi Werner Otto von Hentig, apoyaba la política de asentamiento de judíos en Palestina. Hentig creía que si la población judía se concentraba en una única entidad extranjera, la política diplomática exterior y la contención de los judíos serían más fáciles.
Después de la invasión alemana de Polonia en septiembre de 1939, el programa se dio por finalizado.

La Trust and Transfer Office "Haavara" Ltd. pone a disposición de los Bancos de Palestina sumas en Reichsmarks que han sido puestas a su disposición por los judíos emigrantes de Alemania. Los bancos se sirven de estas cantidades en Reichsmark para hacer pagos, en nombre de los comerciantes palestinos, de las mercancías importadas por ellos desde Alemania. Los comerciantes pagan con el valor de los bienes a los bancos y la "Haavara" Ltd. paga en efectivo a los emigrantes judíos de Alemania. En el mismo sentido en que los comerciantes locales harán uso de este acuerdo, la importación de bienes alemanes servirá para retirar capital judío de Alemania. La Trust and Transfer Office, HAAVARA, LTD. (Ejemplo del certificado expedido por Haavara a los judíos que emigraban a Palestina).

Aproximadamente un año después de que se formalizara el acuerdo, comenzó a producirse una reacción económica sustancial en el Mandato británico de Palestina. Como consecuencia de ello, muchos judíos emigraron. Antes del convenio, sólo unos pocos miles de trabajadores judíos habían estado inmigrando a Palestina cada año. Sin embargo, después de la firma del acuerdo, más de 50.000 nuevos trabajadores se trasladaron allí en el plazo de dos años. El impacto inicial del acuerdo sobre la inmigración judía sería generalizado, ya que aproximadamente el 20% de los primeros 50.000 nuevos inmigrantes judíos en el mandato británico provenían de Alemania. En 1936, apenas tres años después de que entrara en vigor el convenio, la población judía se había duplicado.
Se estima que 60.000 judíos alemanes escaparon de la persecución nazis directa o indirectamente a través del acuerdo, que posibilitó también la transferencia de aproximadamente 100 millones de dólares al Yishuv dentro del Mandato Británico de Palestina, lo que ayudó a establecer una infraestructura industrial para lo que eventualmente se convertiría en el Estado judío moderno. Los fondos del Acuerdo de Ha'avara también se utilizaron para la compra de tierras y el desarrollo de nuevos asentamientos judíos.

## Reacciones
El acuerdo fue controvertido tanto dentro del partido nazi como en el movimiento sionista. Como lo expresó el historiador Edwin Black, "El Acuerdo de Transferencia desgarró al mundo judío, enfrentando a líderes contra líderes, amenazando con rebeliones e incluso asesinatos". La oposición provino de los principales líderes estadounidenses del Congreso Sionista Mundial, en particular Abba Hillel Silver y el presidente Congreso Judío Estadounidense el rabino Stephen Wise.  Wise y otros dirigentes del boicot antinazi de 1933 se opusieron al acuerdo, pero  no lograron persuadir al XIX Congreso Sionista de agosto de 1935 para que votara en su contra.
Los sionistas revisionistas de derecha y su líder Vladimir Jabotinsky fueron aún más claros en su oposición.  El periódico revisionista palestino Hazit Haam publicó una dura denuncia contra los implicados en el acuerdo, calificándolos de "traidores" y, poco después, uno de los negociadores, Haim Arlosoroff, fue asesinado.
El acuerdo volvió a la atención pública a través del documental israelí de 2011, El apartamento, dirigido por Arnon Goldfinger.  La película narra la amistad entre Kurt Tuchler, miembro de la junta directiva de la Asociación Sionista de Alemania, y el oficial de las SS Leopold von Mildenstein, quienes habían viajado juntos a Palestina durante ese tiempo. Mildenstein publicó una serie de 12 artículos titulados "Ein Nazi fährt nach Palestina im Angriff" (Un nazi va a Palestina en ataque) bajo el seudónimo "LIM", que aparecieron entre el 26 de septiembre y el 9 de octubre de 1934 en el periódico nazi Der Angriff (El ataque).
En el período de posguerra, el acuerdo ha sido citado a veces por antisionistas, antisemitas y críticos de Israel (Ken Livingstone, Lyndon LaRouche, Louis Farrakhan, Mark Weber, Joseph Massad, Mahmoud Abbas) como evidencia del apoyo nazi al sionismo o de la colaboración sionista con los nazis. El orientalista e historiador alemán Alexander Schölch adoptó una posición contraria en su estudio Das Dritte Reich, die zionistische Bewegung und der Palästina-Konflikt. (El Tercer Reich, el movimiento sionista y el conflicto palestino).